# Zwickau (Sachs) Hauptbahnhof
Zwickau (Sachs) Hauptbahnhof ist der Hauptbahnhof der südwestsächsischen Stadt Zwickau. Er ist in die Preisklasse 3 der DB InfraGO eingestuft und liegt an den Bahnstrecken Dresden–Werdau, Schwarzenberg–Zwickau und Zwickau–Falkenstein. Früher hatte dort auch die heute teilweise stillgelegte Bahnstrecke Zwickau–Crossen–Mosel ihren Ausgangspunkt.
Eröffnet wurde der Bahnhof 1845, danach entwickelte sich die Station recht bald zu einem wichtigen regionalen Bahnknotenpunkt. Neben dem Personenverkehr hatte der Bahnhof auch für den Güterverkehr Bedeutung und war wegen des Bergbaus im Zwickauer Steinkohlenrevier lange Zeit der größte Güterbahnhof Sachsens. Mit der Einstellung des Bergbaus sowie dem wirtschaftlichen Niedergang nach der Wende hat der Bahnhof viel von seiner früheren Bedeutung eingebüßt. Bis in die 2000er-Jahre bestand noch Personenfernverkehr, heute halten nur noch Nahverkehrszüge. Güterverkehr ist wieder anzutreffen.

## Bahnhofsname
Der Bahnhof trug während seiner Betriebszeit schon fünf unterschiedliche Namen, im Einzelnen waren dies:
- bis 31. März 1895: Zwickau
- bis 30. Juni 1911: Zwickau Bahnhof
- bis 21. Dezember 1933: Zwickau (Sa)
- bis 14. Mai 1938: Zwickau (Sachs)
- seit 15. Mai 1938: Zwickau (Sachs) Hbf

## Geschichte
Zwickau wurde am 18. September 1845 über eine Zweigstrecke zusammen mit dem Abschnitt Crimmitschau–Werdau der Bahnstrecke Leipzig–Hof an das Eisenbahnnetz angeschlossen. Das erste Bergwerk des Zwickauer Steinkohlenreviers erhielt 1847 über die Bürgerschachtbahn einen Gleisanschluss, die südlich gelegenen Bergwerke wurden 1854 über die Kohlenbahn Zwickau–Bockwa angebunden, 1858 erfolgte die Verlängerung dieser Strecke bis Schwarzenberg. Im selben Jahr wurde der Streckenabschnitt Chemnitz–Zwickau der Bahnstrecke Dresden–Werdau eröffnet. 1875 eröffnete die recht bald verstaatlichte Zwickau-Lengenfeld-Falkensteiner Eisenbahn-Gesellschaft die Bahnstrecke Zwickau–Falkenstein. Die letzte Erweiterung des Streckennetzes erfolgte 1892, als die Industriebahn Zwickau–Crossen–Mosel in Betrieb ging.
Das erste Bahnhofsgebäude wurde 1845 in Holzbauweise errichtet. Weil es schon bald nicht mehr den wachsenden Anforderungen entsprach, wurde es 1858 durch einen Neubau ersetzt.
Vor allem durch den Kohleversand des Bergbaus entwickelte sich die Zwickauer Station im Güterverkehr zum größten Bahnhof Sachsens. Bereits vor dem Ersten Weltkrieg musste sich infolge des zunehmenden Verkehrs die Eisenbahnverwaltung dazu entschließen, eine Erweiterung des Werkstätten- und Güterbahnhofes vorzunehmen. In der Zeit um 1914 frequentierten jährlich 2,3 Millionen Reisende den Zwickauer Hauptbahnhof. Der tägliche Zugverkehr betrug 130 Personen- und 280 Güterzüge. Jährlich wurden 3,5 Millionen Tonnen Güter umgeschlagen. Allein die Bergwerke benötigten täglich 800 Eisenbahnwagen für den Kohleversand. Nach dem Ersten Weltkrieg kam die Eisenbahnverwaltung nicht umhin, Planungen zur Erweiterung des Zwickauer Hauptbahnhofes für den Güter- und Personenverkehr in Auftrag zu geben, 1919 begann man mit dem Umbau. Damit einher ging eine gründliche Umgestaltung der restlichen Zwickauer Eisenbahnanlagen. Durch die in den 1930er Jahren stark wachsende Zwickauer Autoindustrie wuchs der Güterverkehr in die umliegenden Regionen weiter an. Das von Mai 1933 bis 1936 für den Personenverkehr neu erbaute Bahnhofsgebäude wurde nach den Plänen von Reichsbahn-Oberbaurat Otto Falck errichtet. Es ist ein mit Hartbrand–Glasurziegeln verklinkerter Kuppelbau in den klaren Linien der Neuen Sachlichkeit der zu Ende gehenden 1920er Jahre. Zum Architekturschmuck gehören markant hervortretende Lisenen an den hohen Fensteröffnungen der straßenseitigen Fassade, Säulen für das Vordach am Haupteingang und der südlich heranführenden Pergola aus einem regionalen grünen Diabas. Er wurde am 17. Dezember 1936 eröffnet, das alte Empfangsgebäude wurde daraufhin 1937 abgerissen. Bedingt durch den Zweiten Weltkrieg wurden die Umbauarbeiten 1941 abgebrochen. Am Kriegsende wurde der Bahnhof mehrfach das Ziel von alliierten Bombenangriffen, dabei entstand erheblicher Schaden, das Empfangsgebäude wurde aber nicht in Mitleidenschaft gezogen.
Die positive Entwicklung setzte sich in den 1950er Jahren fort. Am 25. Mai 1963 wurde der durchgehend elektrische Eisenbahnbetrieb auf der zum sächsischen Dreieck gehörenden Teilstrecke zwischen Altenburg und Zwickau aufgenommen. 1970 wurde auf dem unmittelbar neben dem Hauptbahnhof liegenden Güterbahnhof ein großes Container-Terminal errichtet, das am 11. Januar 1972 in Betrieb ging. Im November 1976 wurde Zwickau an das Städteexpress-Netz angeschlossen, als der Städteexpress Sachsenring erstmals verkehrte. Der Städteexpress wurde 1991 wieder eingestellt.
In den Nullerjahren wurden hier drei Schienenfahrzeuge auf den Namen der Stadt getauft.
Im Jahr 2011 wurden im Rahmen des Konjunkturpakets I der Bundesrepublik Deutschland fünf Aufzüge installiert.
Seit Dezember 2013 ist der Bahnhof in das Netz der S-Bahn Mitteldeutschland eingebunden.

## Ausblick
Die DB Fernverkehr AG plant, Zwickau wieder an das Fernverkehrsnetz anzuschließen. Eine IC-Linie soll nach Elektrifizierung der Bahnstrecke Hof–Regensburg von München über Regensburg, Hof, Zwickau, Chemnitz nach Dresden bzw. weiter nach Berlin gehen.
Im Jahr 2019 wurde die Sanierung von 15 Bahnhöfen im Freistaat Sachsen beschlossen, darunter auch der Hauptbahnhof Zwickau. Voraussichtlich 2025 sollen die Sanierungs- und Umbaumaßnahmen beginnen.

## Bahnstrecken und -betrieb

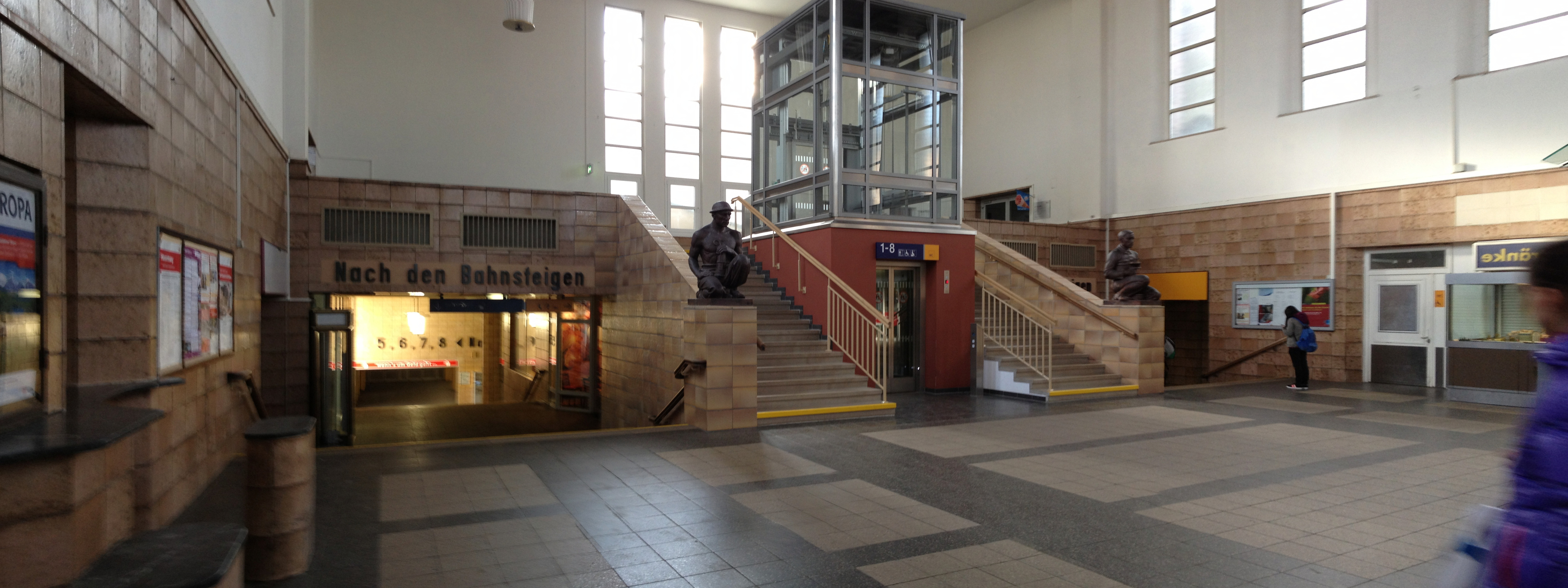
Schalterhalle (2014)

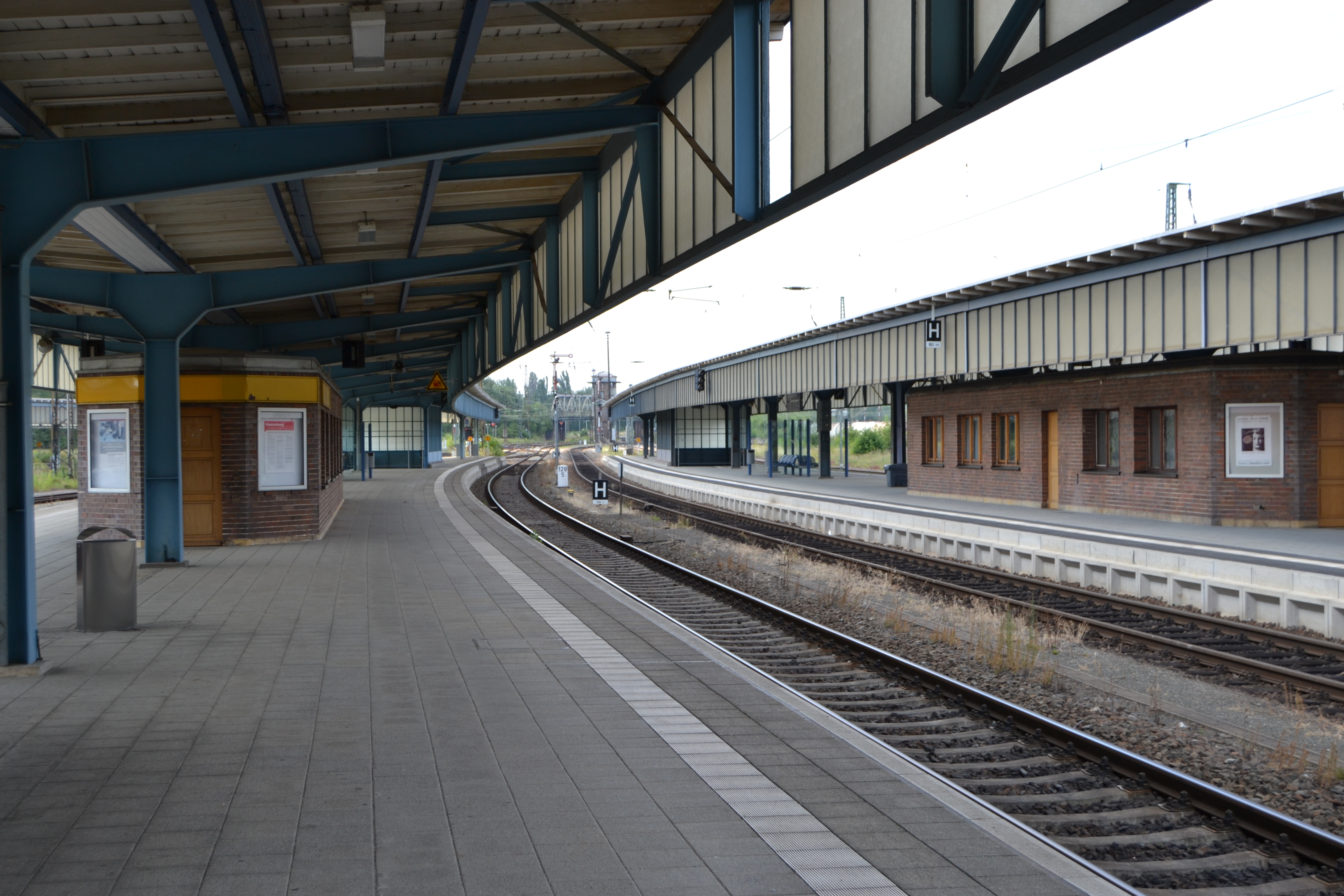
Bahnsteigansicht

Der Zwickauer Hauptbahnhof ist als Keilbahnhof konzipiert. Die Bahnsteige eins bis vier sind für die in Ost-West-Richtung verlaufende Hauptbahnstrecke von Dresden nach Nürnberg angelegt, wohingegen die Bahnsteige fünf bis acht für die in Nord-Süd-Richtung von Leipzig ins Westerzgebirge sowie von Zwickau ins Vogtland nach Falkenstein, Klingenthal und Auerbach verlaufenden Strecken vorgesehen wurden. In unmittelbarer Nähe zu diesen Bahnsteigen wurde gleichzeitig das Zwickauer Bahnpostamt errichtet.
Eine Besonderheit ist die als Zwickauer Modell bekannte Bahnstrecke Zwickau–Zwickau-Zentrum. Regio-Shuttle der Länderbahn, die neben der regulären Ausstattung für den Eisenbahnbetrieb nach EBO zusätzlich für den Betrieb nach BOStrab ausgerüstet sind, fahren über ein Anschlussgleis und daran anschließende Straßenbahngleise bis zur Haltestelle Zwickau Zentrum. In Höhe des Stellwerks W3 an der Bahnstrecke Schwarzenberg–Zwickau zweigt das Gleis in Richtung Stadthalle ab. Ab der Haltestelle Stadthalle fahren die Züge auf einem Dreischienengleis gemeinsam mit der Zwickauer Straßenbahn bis kurz vor der Haltestelle Zentrum.

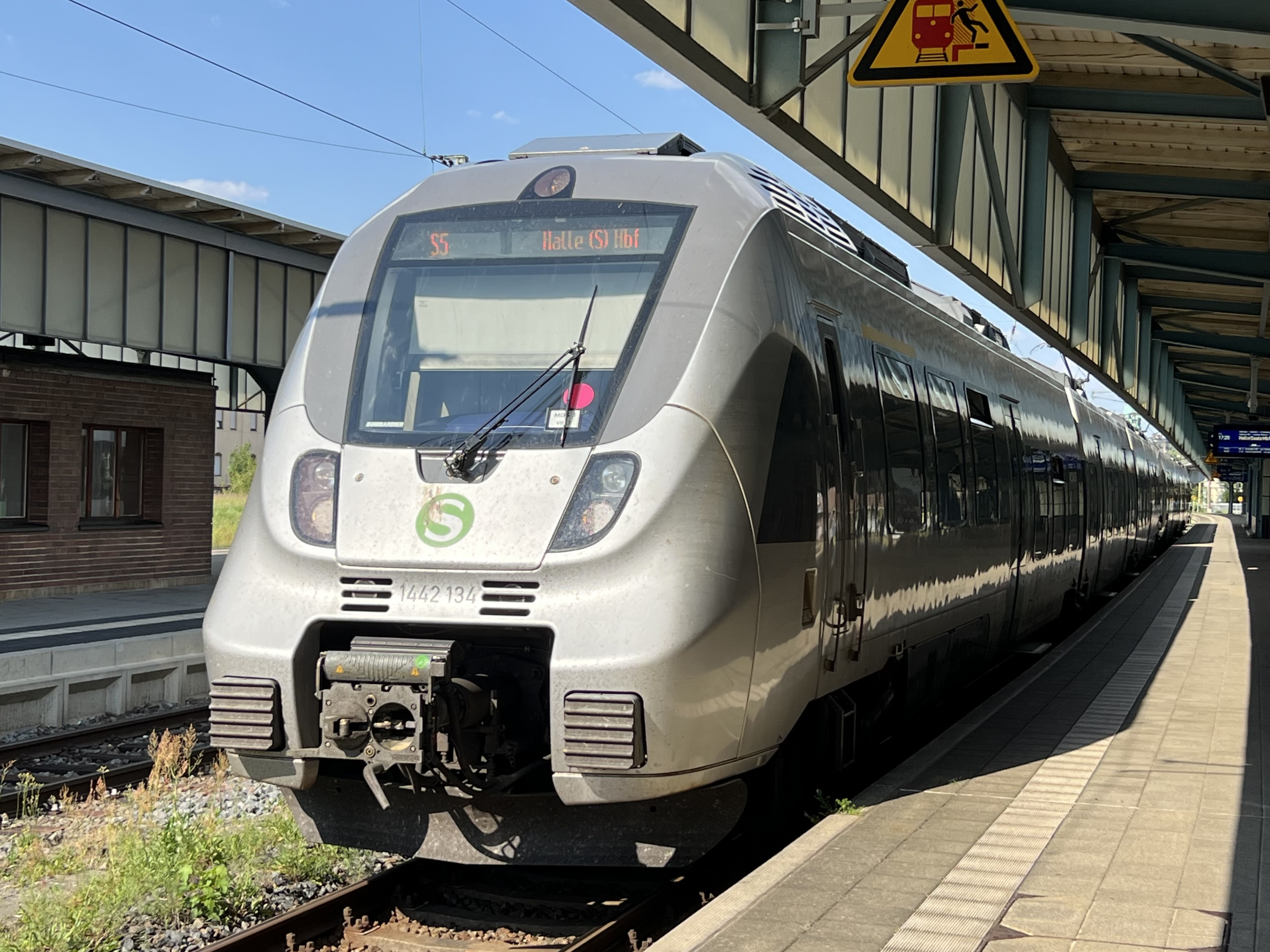
Talent 2 der S-Bahn Mitteldeutschland in Zwickau (Sachs) Hbf (2025)

Zwickau wird auch von Zügen der S-Bahn Mitteldeutschland bedient. Im Zweistundentakt verkehrt die Linie S5 über Altenburg und Leipzig nach Halle, die Expresslinie S5X verkehrt auf demselben Linienweg im Stundentakt mit weniger Zwischenhalten.

## Verkehrsanbindung

### Regionalverkehr
Im Fahrplanjahr 2023/2024 halten in Zwickau folgende Linien:
| Linie | Linienverlauf                                                                                     | Takt (min)                                                                        | EVU                         |
| ----- | ------------------------------------------------------------------------------------------------- | --------------------------------------------------------------------------------- | --------------------------- |
| RE 3  | Hof – Plauen – Zwickau – Glauchau – Chemnitz – Freiberg – Dresden                                 | 060                                                                               | MRB                         |
| RB 30 | Zwickau – Glauchau – Chemnitz – Freiberg – Dresden                                                | 060 (HVZ 30 Chemnitz–Zwickau)                                                     | MRB                         |
| RB 95 | Zwickau – Aue – Schwarzenberg – Johanngeorgenstadt                                                | 060                                                                               | DB RegioNetz Erzgebirgsbahn |
| RB 1  | Zwickau Zentrum – Zwickau – Falkenstein – Zwotental – Klingenthal – Kraslice (– Karlovy Vary)     | 060 (Zwickau–Falkenstein) 120 (Falkenstein–Kraslice)                              | Vogtlandbahn                |
| RB 2  | Zwickau Zentrum – Zwickau – Reichenbach – Plauen – Adorf – Bad Brambach – Cheb                    | 060 (Zwickau–Adorf), Sa/So nur bis Plauen 120 (Adorf–Cheb), Sa/So schon ab Plauen | Vogtlandbahn                |
| S 5   | Zwickau – Werdau – Gößnitz – Altenburg – Markkleeberg – Leipzig – Flughafen Leipzig/Halle – Halle | 120                                                                               | DB Regio Südost             |
| S 5X  | Zwickau – Werdau – Gößnitz – Altenburg – Markkleeberg – Leipzig – Flughafen Leipzig/Halle – Halle | 060                                                                               | DB Regio Südost             |

### Öffentlicher Nahverkehr

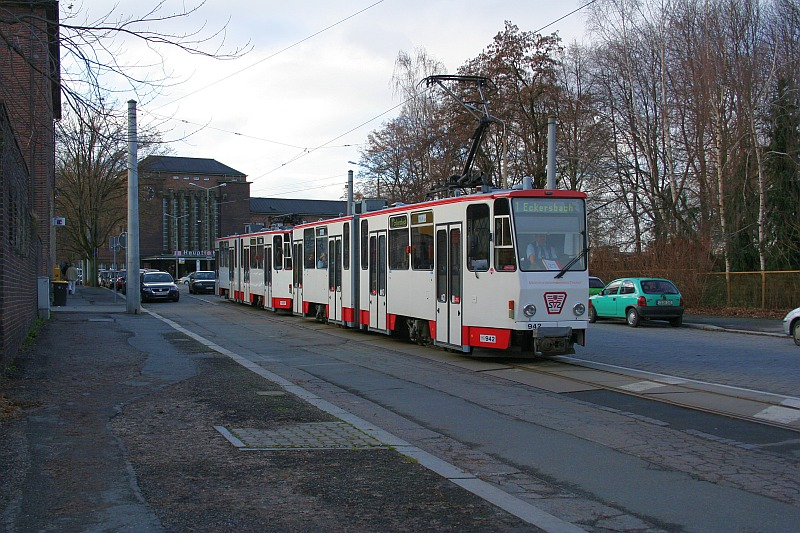
Straßenbahn unterwegs vom Hauptbahnhof in Richtung Stadt

Der Hauptbahnhof ist durch die Buslinie 10 der Städtischen Verkehrsbetriebe Zwickau an die Innenstadt angebunden. Bis zum 13. Dezember 2019 wurde der Hauptbahnhof auch von den Straßenbahnlinien 5 und 7 angefahren, diese Verbindung wurde allerdings eingestellt, da sich die Gleisbögen in sehr schlechtem Zustand befinden und ein sicherer Betriebsablauf nicht mehr möglich war.
Die Straßenbahnlinien 5 und 7 verkehrten nur montags bis freitags zwischen 6 und 17 Uhr. An Samstagen sowie sonn- und feiertags fuhren die Linien 5 und 7 nicht.
Zum Fahrplanwechsel am 15. Dezember 2019 wurde als Ersatz für die Straßenbahnlinien 5 und 7 die Buslinie 10 vormittags verdichtet, sodass nun die Linie 10 montags bis freitags zwischen 3:50 Uhr und 6:06 Uhr in einem 15-Minuten-Takt, zwischen 6:06 Uhr und 17:06 Uhr in einem 10-Minuten-Takt, zwischen 17:06 Uhr und 20:05 Uhr wieder in einem 15-Minuten-Takt und zwischen 20:05 Uhr und 23:45 Uhr in einem 30-Minuten-Takt verkehrt. Samstags besteht zwischen 4:50 Uhr und 8:05 Uhr ein 30-Minuten-Takt, zwischen 8:05 Uhr und 18:20 Uhr fahren die Busse im 15-Minuten-Takt und zwischen 18:05 Uhr und 23:05 Uhr besteht wieder ein 30-Minuten-Takt. Sonn- und feiertags besteht durchgängig zwischen 5:20 Uhr und 23:20 Uhr ein 30-Minuten-Takt.
Seit dem Fahrplanwechsel am 12. Dezember 2021 fahren neben der Stadtbuslinie 10 weitere Stadtbuslinien den Hauptbahnhof an. Dies waren damals die Stadtbuslinien 18, 21, 28 und 29, die Linie 28 allerdings nur montags bis freitags im Stundentakt und ausschließlich in der Hauptverkehrszeit.
Seit dem Fahrplanwechsel am 10. Dezember 2023 fahren folgende Stadtbuslinien den Hauptbahnhof an:
| Linie | Linienverlauf                                                                                     | Takt (HVZ) |
| ----- | ------------------------------------------------------------------------------------------------- | ---------- |
| 10    | Weißenborn – Neumarkt – Zentralhaltestelle – Hauptbahnhof – Planitz – Cainsdorf – (Wilkau-Haßlau) | 10 Minuten |
| 11    | Hauptbahnhof – Pölbitz – Eckersbach – Auerbach – Neumarkt                                         | 30 Minuten |
| 12    | Neumarkt – Zentralhaltestelle – Hauptbahnhof – Marienthal – Neuplanitz – Planitz                  | 30 Minuten |
| 29    | Neumarkt – Zentralhaltestelle – Hauptbahnhof – Stenn                                              | 1 Stunde   |

Des Weiteren beginnen am Hauptbahnhof zahlreiche Regionalbuslinien und sogenannte PlusBus-Linien. Diese werden überwiegend vom Regionalverkehr Westsachsen betrieben.